# Kanton Auxerre-Sud-Ouest
Der Kanton Auxerre-Sud-Ouest war bis 2015 ein französischer Wahlkreis im Arrondissement Auxerre, im Département Yonne und in der Region Burgund; sein Hauptort war Auxerre. Vertreter im Generalrat des Départements war von 1988 bis 2008 Hubert Moissenet (DL, später UMP). Ihm folgte Guy Paris (PS) nach.

## Gemeinden
Der Kanton bestand aus zwei Gemeinden und einem Teil der Stadt Auxerre (angegeben ist hier die Gesamteinwohnerzahl der Stadt, im Kanton lebten etwa 5.500 Einwohner von Auxerre): 
| Gemeinde                  | Einwohner Jahr | Fläche km² | Bevölkerungsdichte | Code INSEE | Postleitzahl |
| ------------------------- | -------------- | ---------- | ------------------ | ---------- | ------------ |
| Auxerre                   | 34.869 (2013)  | –          | – Einw./km²        | 89024      | 89000        |
| Saint-Georges-sur-Baulche | 3.318 (2013)   | 9,6        | 346 Einw./km²      | 89346      | 89000        |
| Villefargeau              | 1.061 (2013)   | 13,77      | 77 Einw./km²       | 89453      | 89240        |